# Zeisingstek
Der Zeisingstek oder auch Gripknoten ist ein Knoten, mit dem eine dünne Leine an ein dickes Seil geknüpft wird.
Er ist dabei auch geeignet, wenn die beiden Tauwerke einen  sehr unterschiedlichem Durchmesser aufweisen.
Der Verbindungsknoten wurde 1986 vom pensionierten Forscher und Erfinder Dr. Harry Asher entwickelt.

## Name
Das Wort Zeising kommt aus dem Niederdeutschen von seisen (‚zwei Taue miteinander verbinden‘) Hier wird das Ende eines Taus doppelt genommen, gezeist und ein Stek an die entstandenen beiden Taue angebracht.
Im Deutschen wurde aber in der Seefahrt in der Hauptsache der Begriff Bändselung für Zeising verwendet. Damit kann man zwei parallel laufende Tampen mit einem Bändsel verbinden. Ein Bändsel wird aus Bändselgut, Schiemannsgarn oder Hüsing hergestellt.

## Anwendung
Der Zeisingstek ist geeignet, um leichte Wurfleinen mit Trossen, die vom Schiff an Land übergeben werden sollen, zu verbinden.
Der Zeisingstek ist im Hinblick auf seine Verwendung verwandt mit dem einfachen und doppelten Schotstek und ist auch für große Stärkenunterschiede zwischen den beiden Leinen geeignet. Er ist sicherer als der Schotstek und lässt sich leicht wieder lösen. Allerdings erfordert er beim Stecken etwas mehr Aufmerksamkeit als der Schotstek.

## Knüpfen

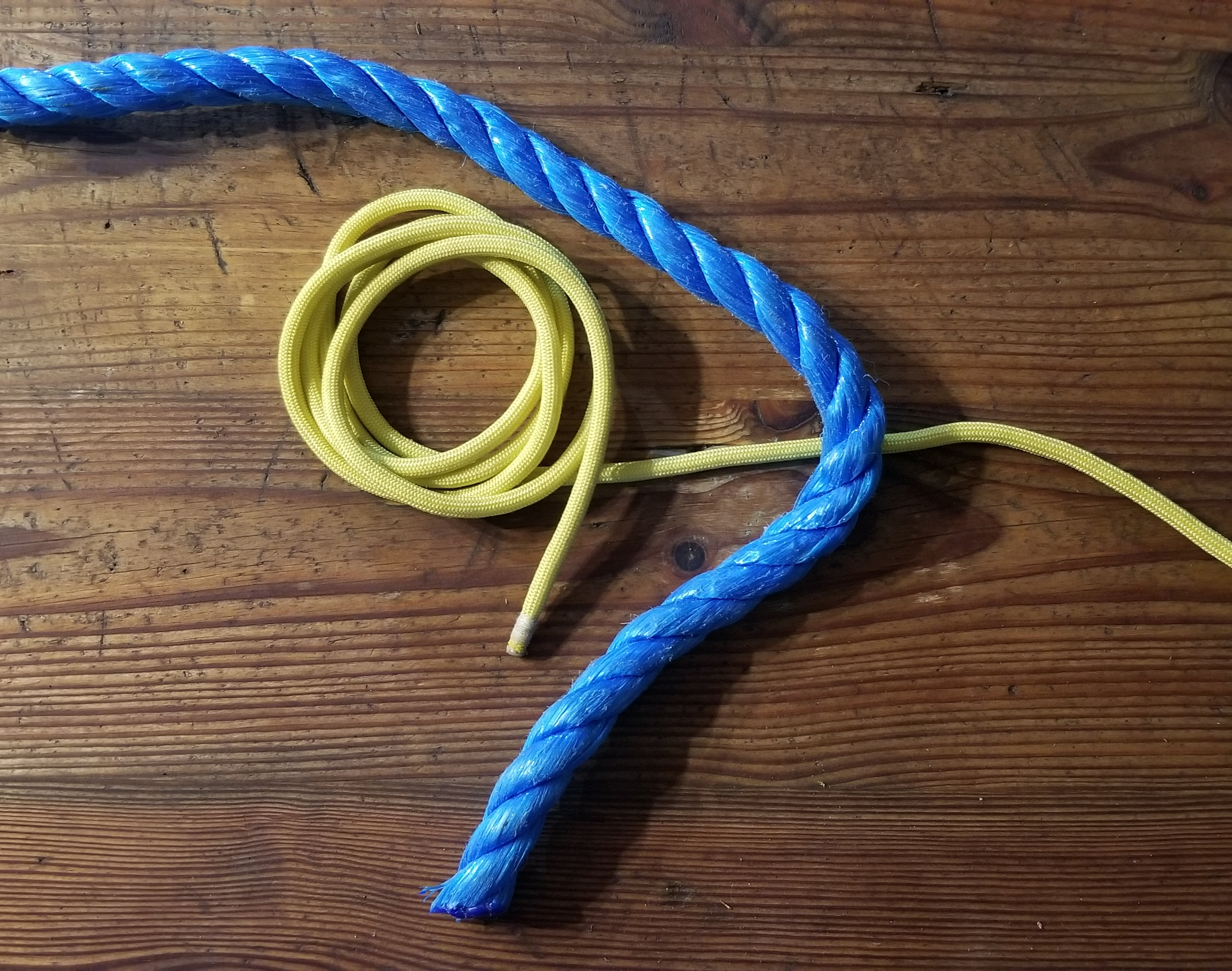
Mit dem Ende des dicken Seiles wird eine Bucht gelegt. Mit der dünnen Leine fährt man von unten in die Bucht
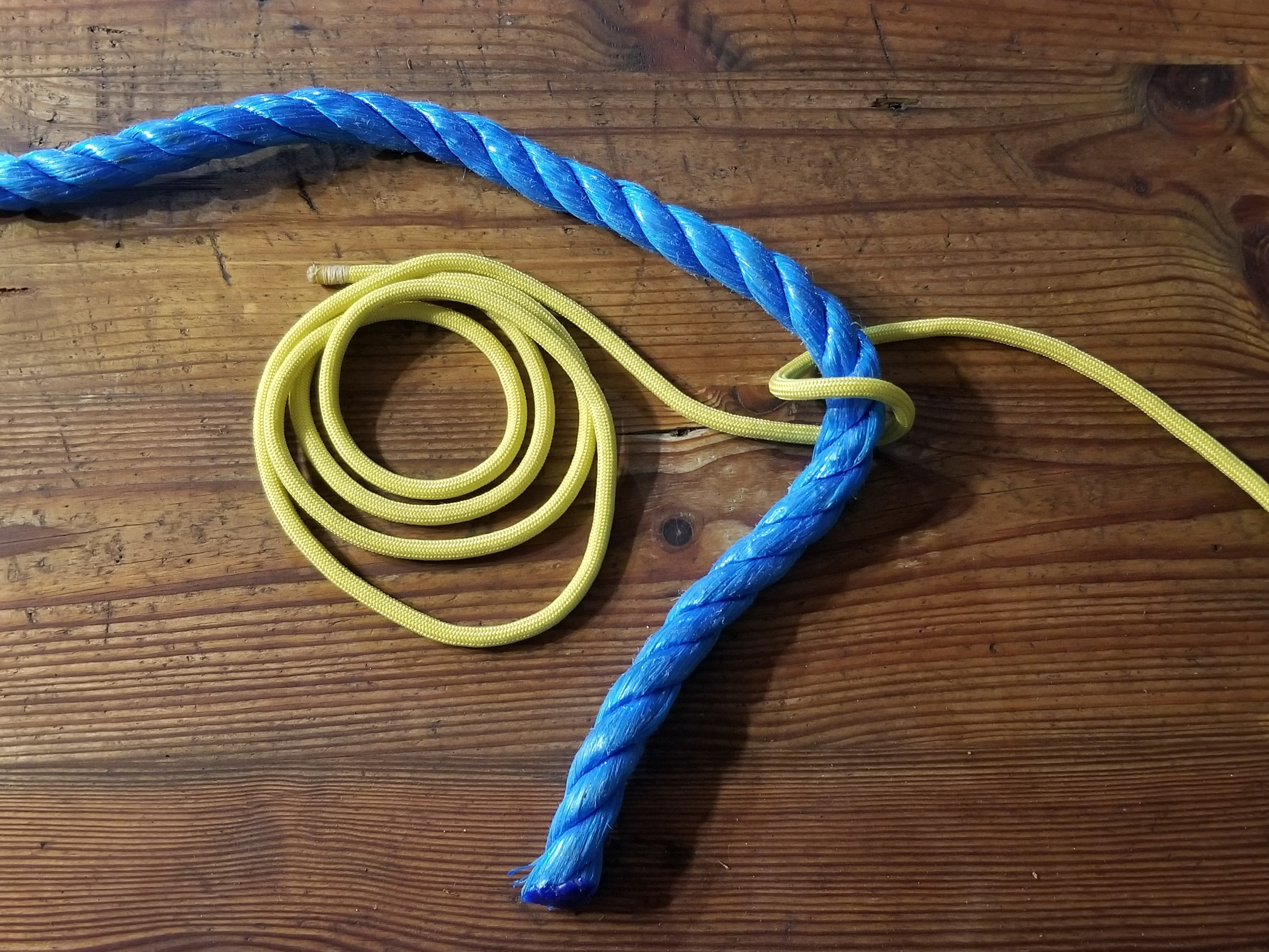
und macht einen Törn nach oben und nach vorn um die Bucht.
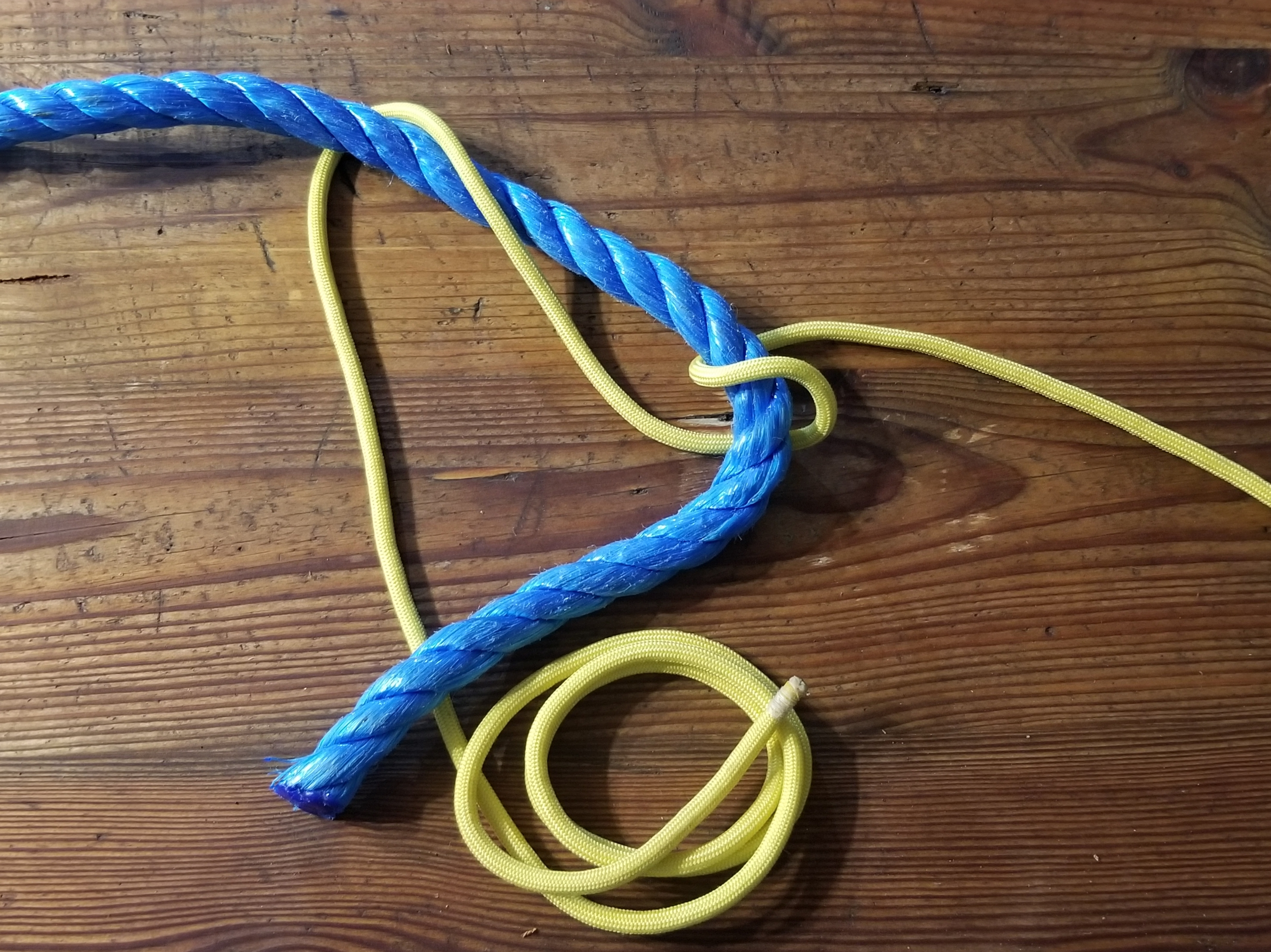
Nun fährt man nach oben und unter beide Enden der dicken Leine hindurch.
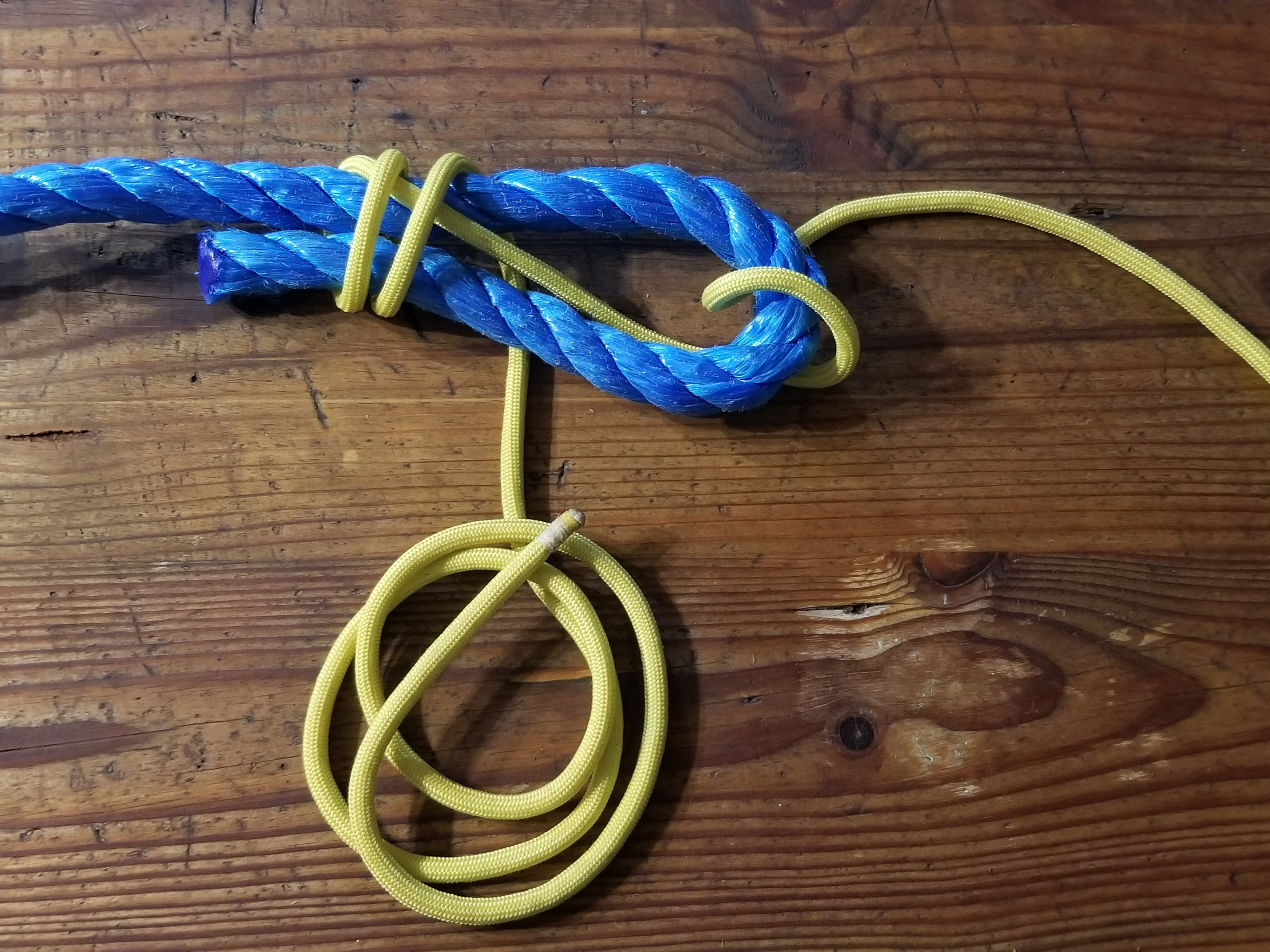
Nun wickelt man mit der dünnen Leine Törns auf das Innere der Bucht zu und achtet dabei das die stehende Part in der Mitte der Bucht bleibt.
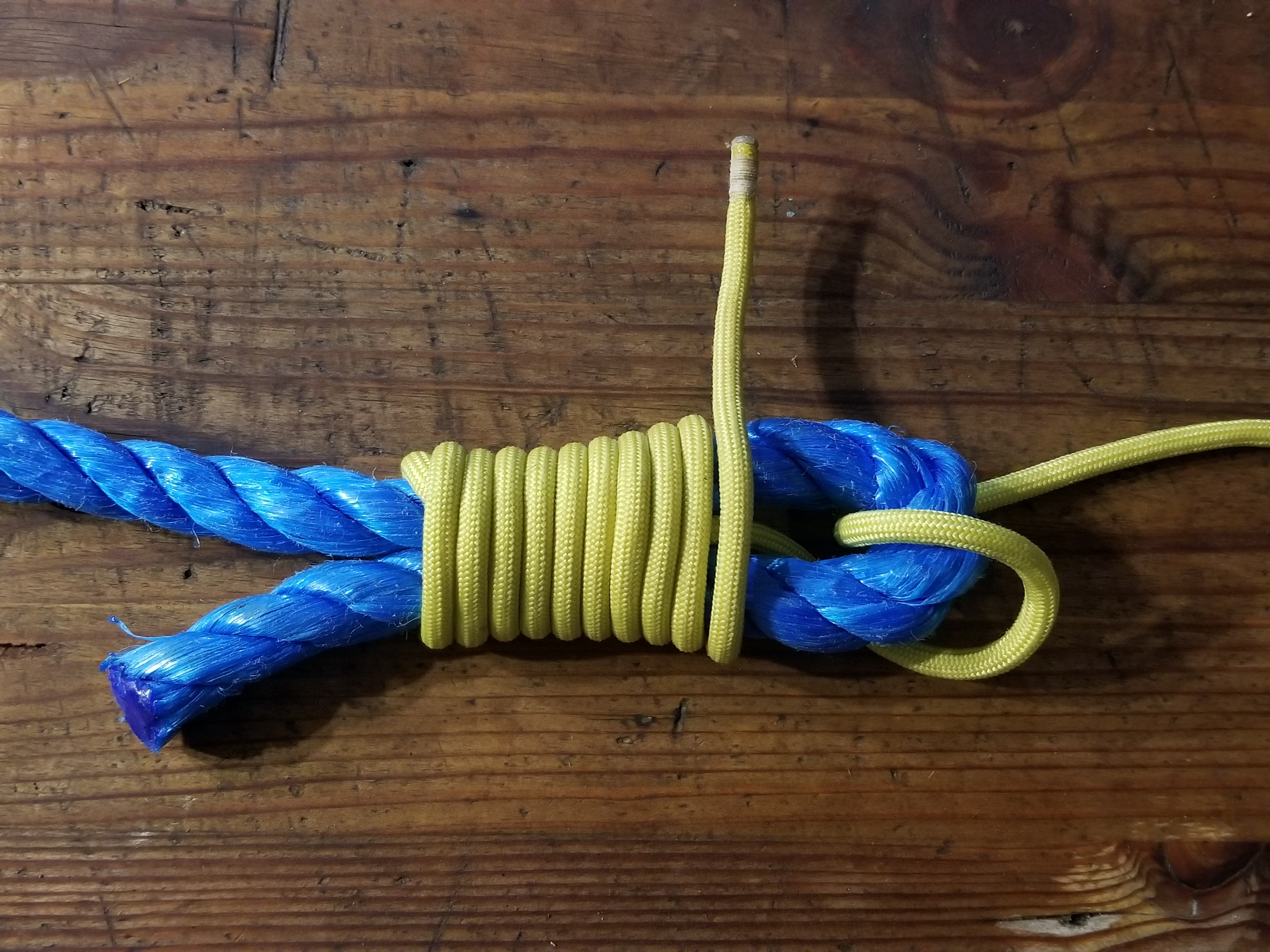
Mehrere Törns werden mit der düneren Leine in Richtung auf die Bucht gewickelt, so dass ein Auge entsteht.
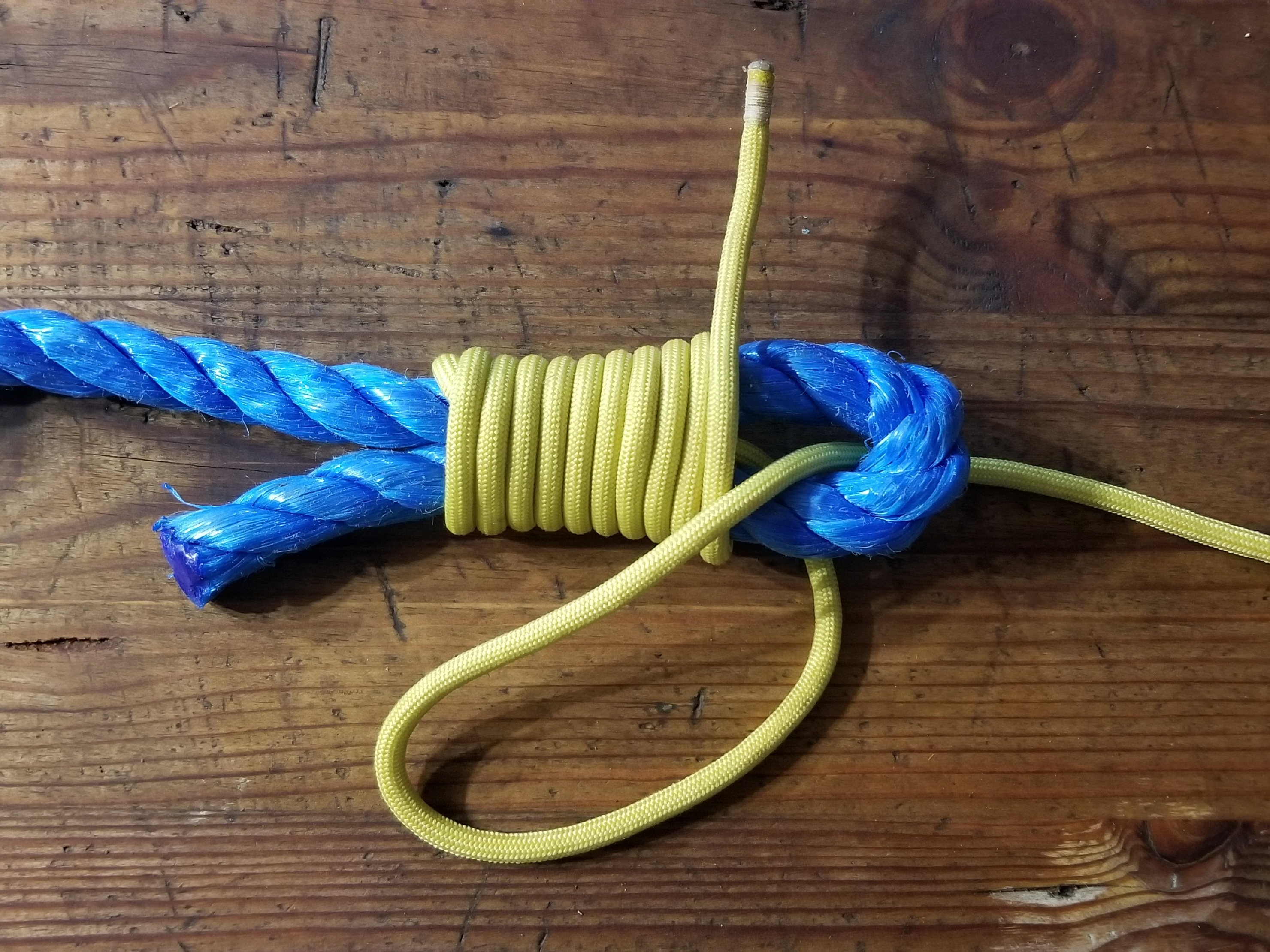
Schließlich hebt man den anfangs geschlagenen Törn an
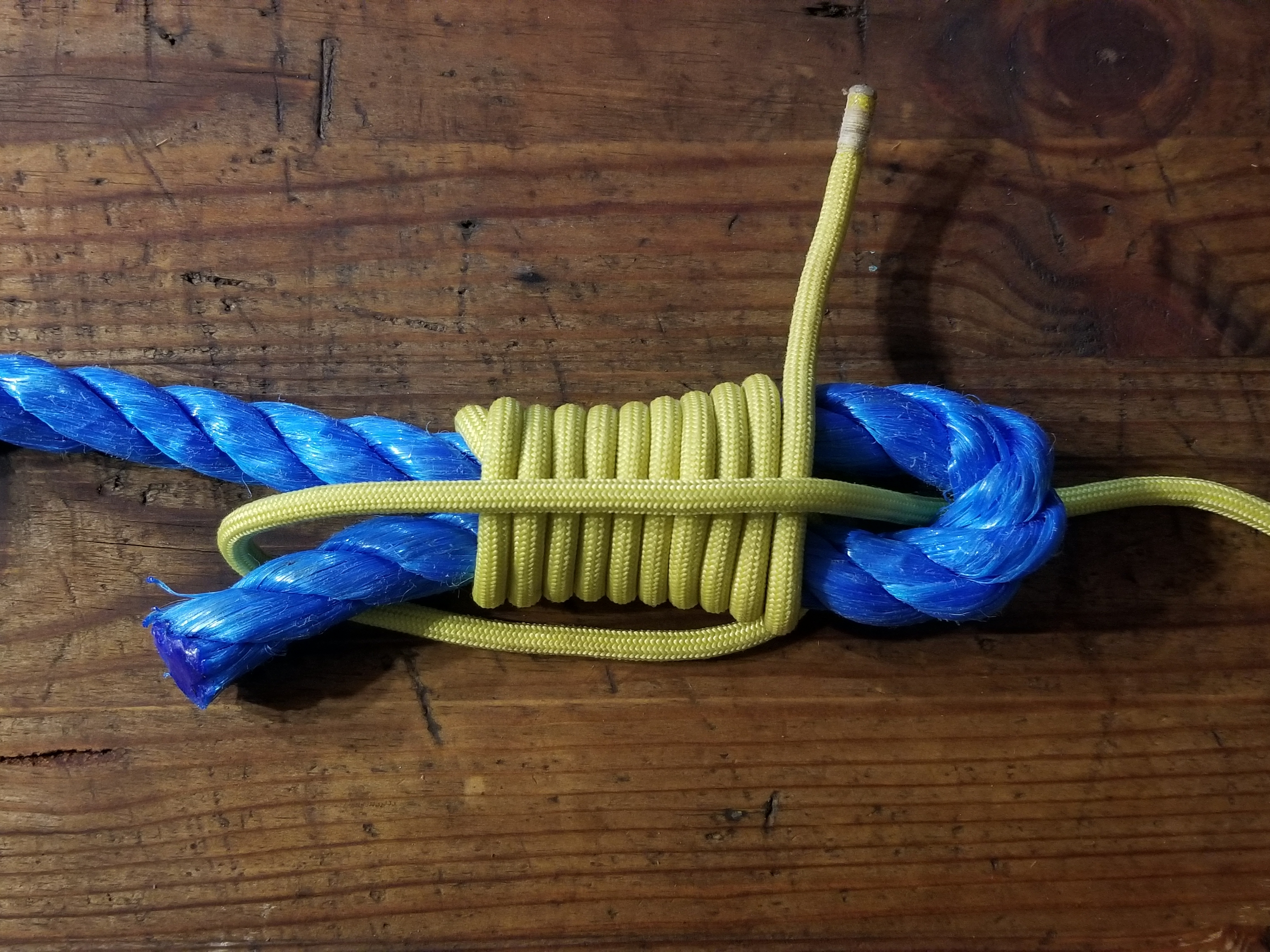
und stülpt ihn über die lose Part der stärkeren Leine, so dass die dünnere Leine die übrigen Törns und den Knoten sichert.
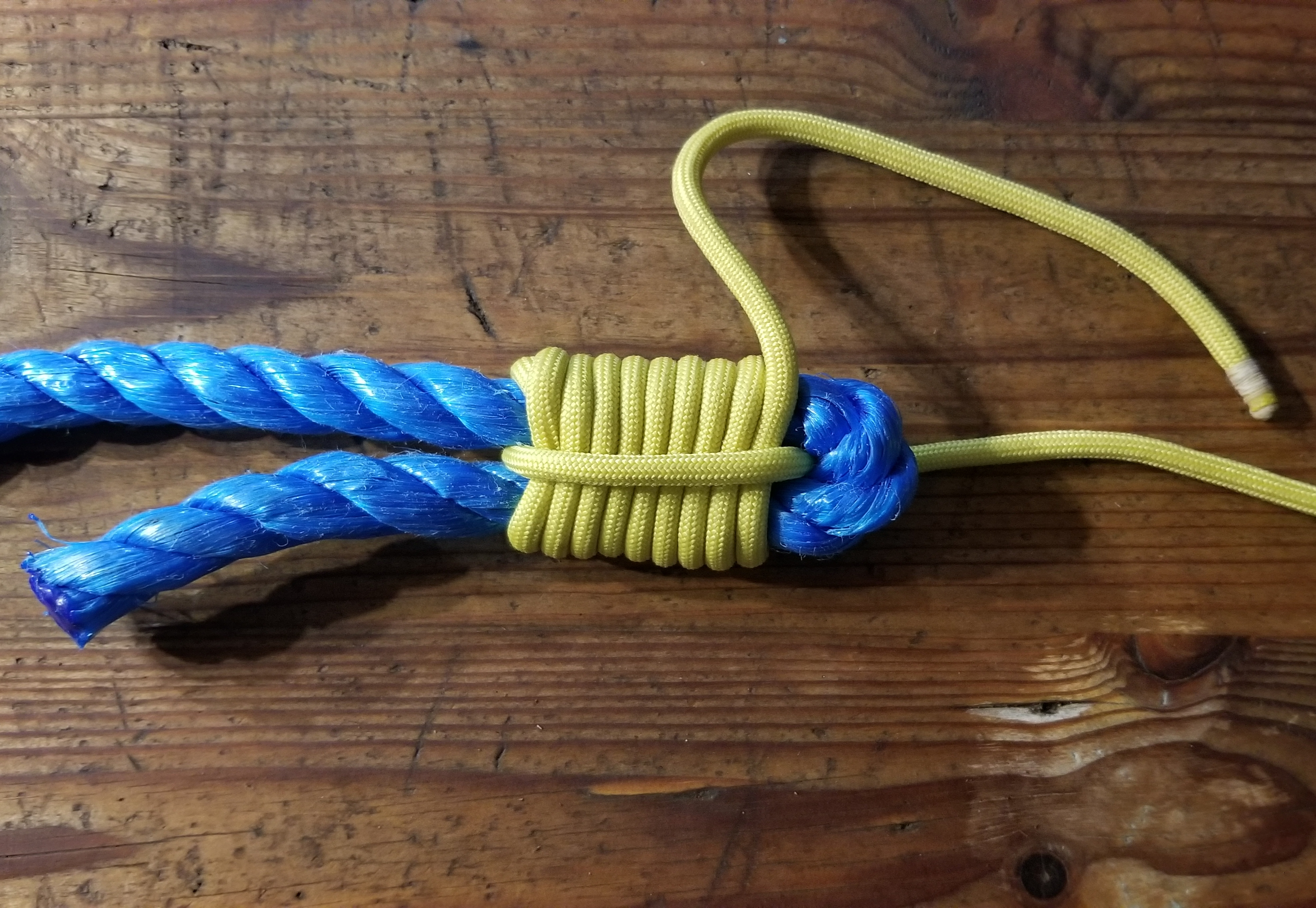
Man zieht an beiden Enden der dickeren Leine und zieht die Windungen hoch und zieht den Knoten fest.

## Sicherung

### Mit Palstek
Anschließend kann man mit dem Ende der dünnen Leine einen Palstek um die dünne Leine knüpfen, die das Ende sichert.

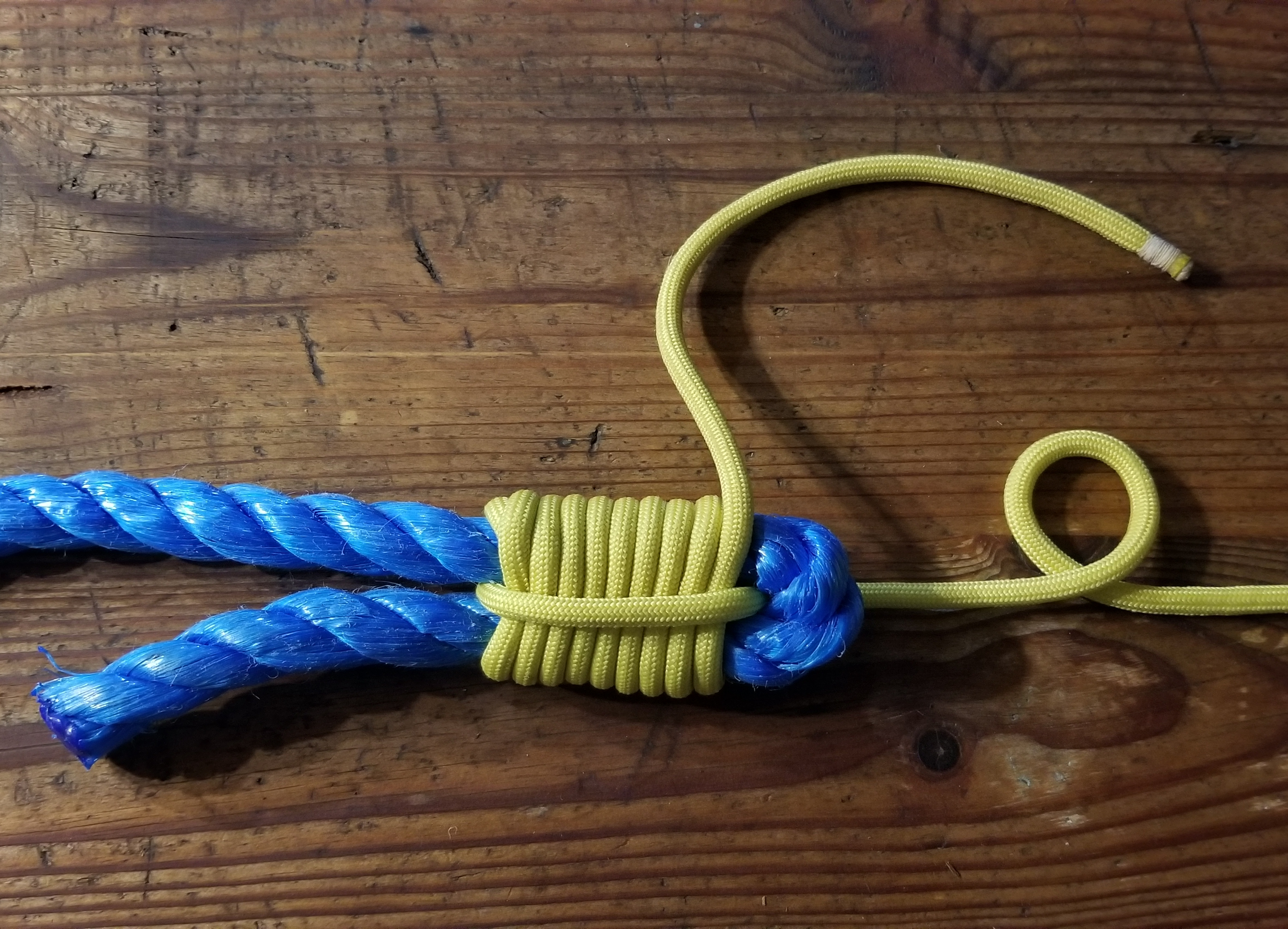
Man macht ein linksgängiges Auge in die stehende Part der dünnen Leine
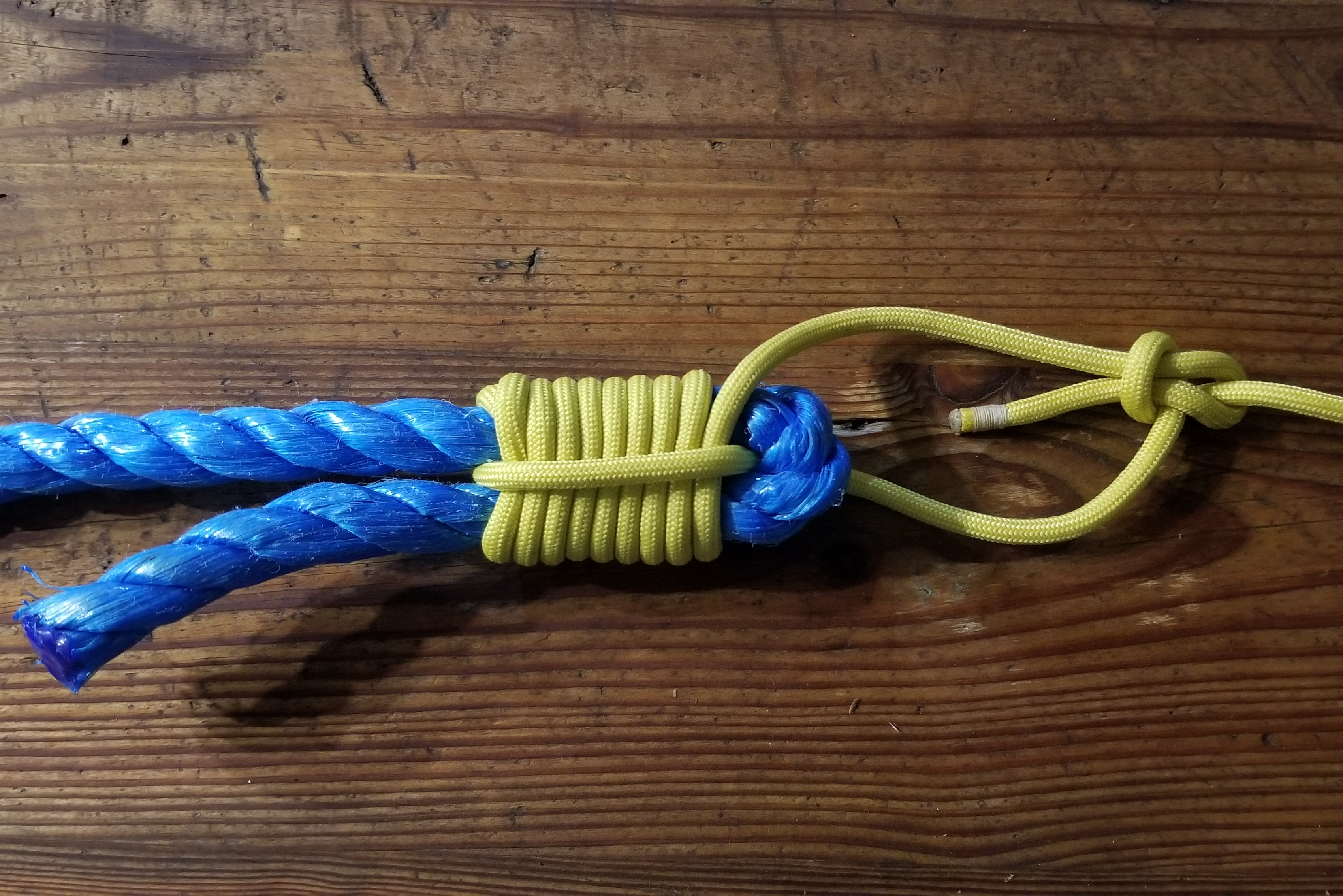
Fährt dann mit dem Arbeitsende von unten in das Auge, hinten um die stehende Part herum und von oben nach unten durch das Auge zurück.

### Mit Halbem Schlag
Nicht so sicher, aber oft ausreichend ist die Sicherung mit einem Halben Schlag.

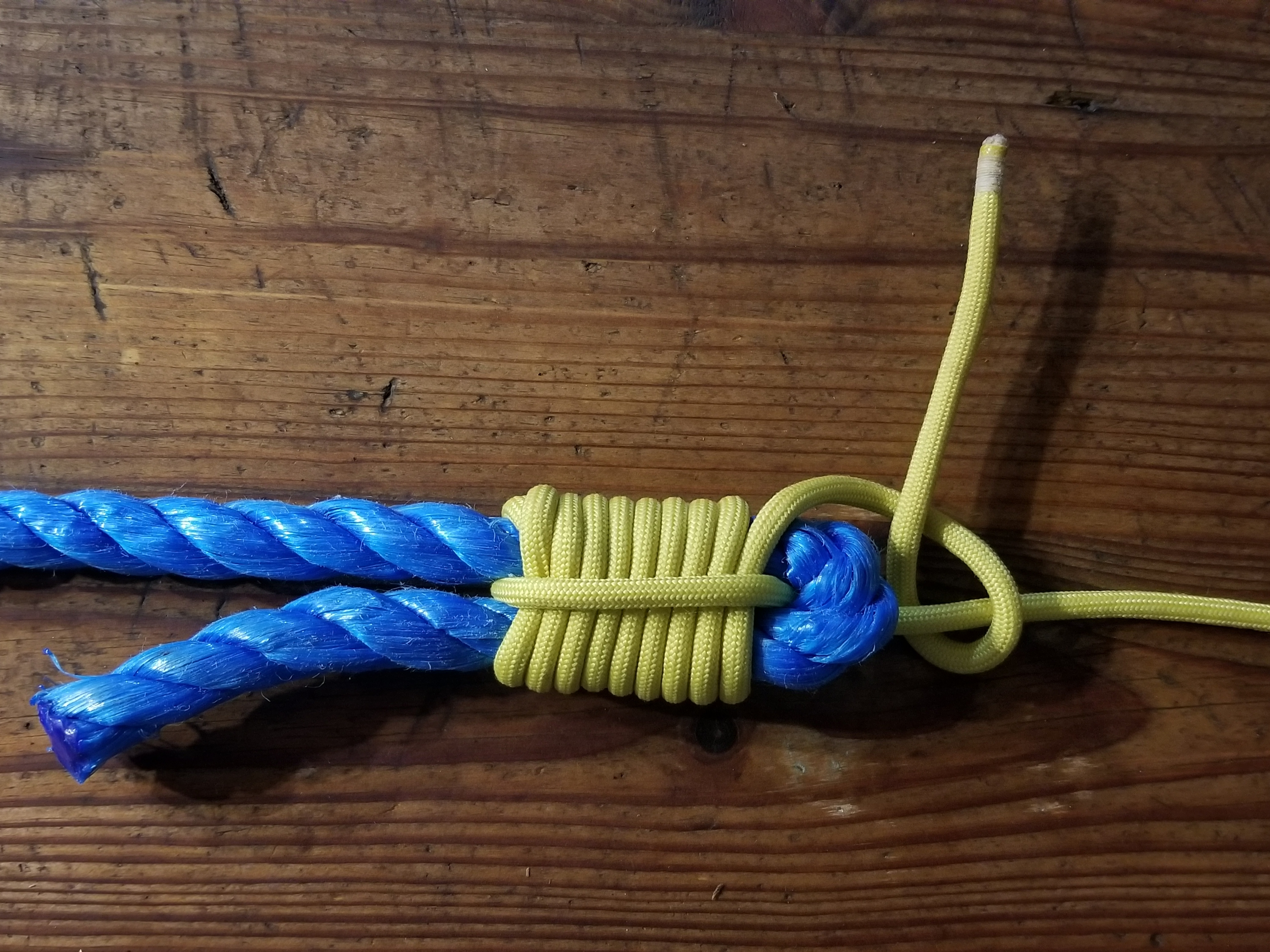
Sicherung des Arbeitsendes mit Halbem Schlag.

## Alternativen
Bei nicht so unterschiedlich dicken Seilen eignet sich auch ein Doppelter Schotstek.

## Abwandlungen
- Werden nur zwei Windungen gemacht, besteht Ähnlichkeit zum Doppelten Schotstek.
- Wird nur eine Windung gemacht, besteht Ähnlichkeit zum einfachen Schotstek.
- Bei den Anglern wird der Albrightknoten verwendet.